# 门多尔岛

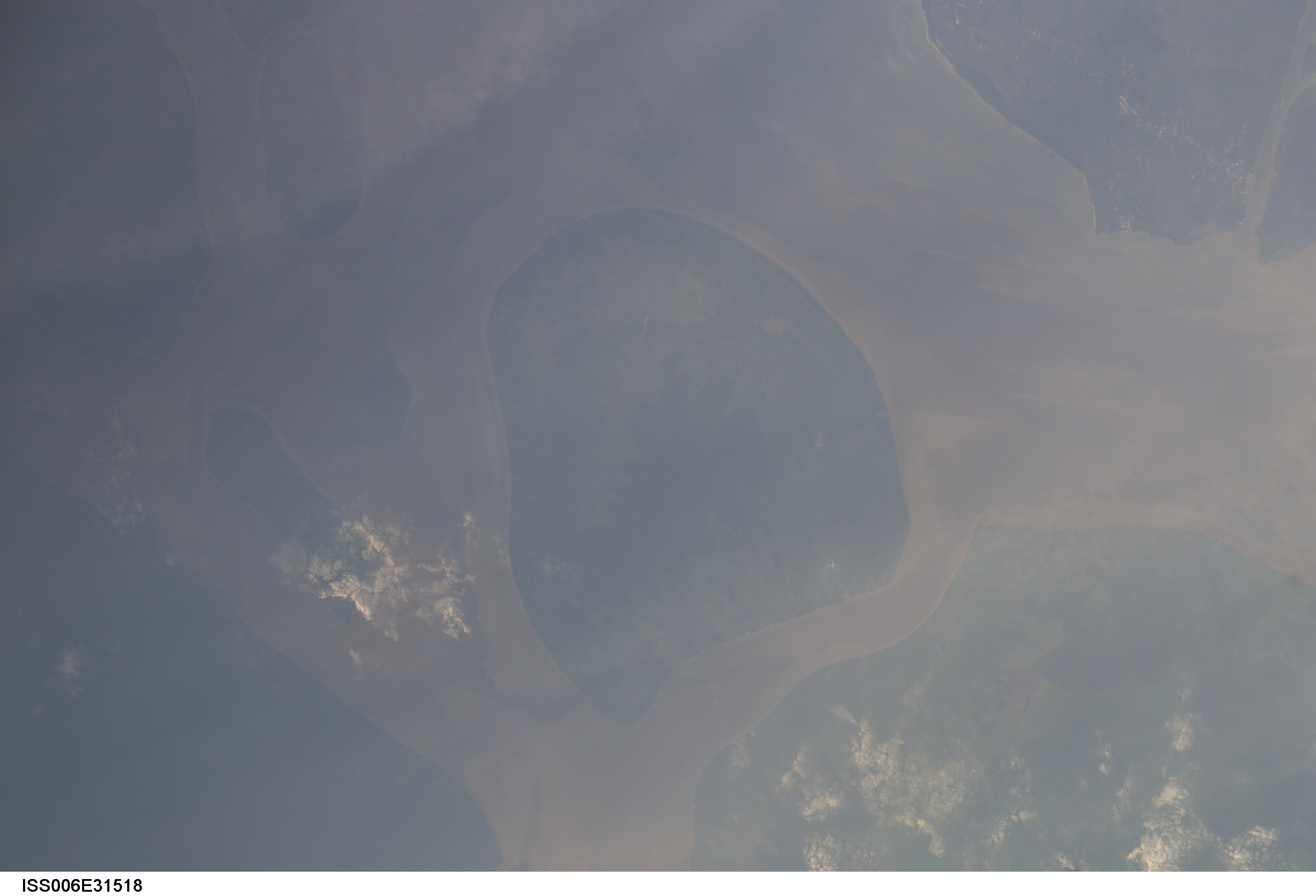
甘巴河入海口，图中最大的岛屿即门多尔岛

门多尔岛是印度尼西亚廖内省的一座岛屿，亦称彭亚来岛（Pulau Penyalai）。该岛位于苏门答腊岛中部东岸甘巴河入海口处。全岛面积31289平方公里，平均海拔31米。全岛覆盖泥炭矿床。
岛上居民有马来人、爪哇人、布吉人及华人等。

## 图册

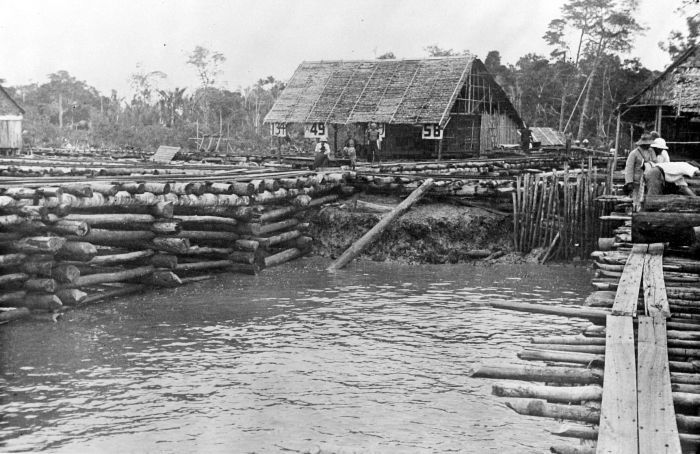
门多尔岛上简易的码头设施，1930年摄
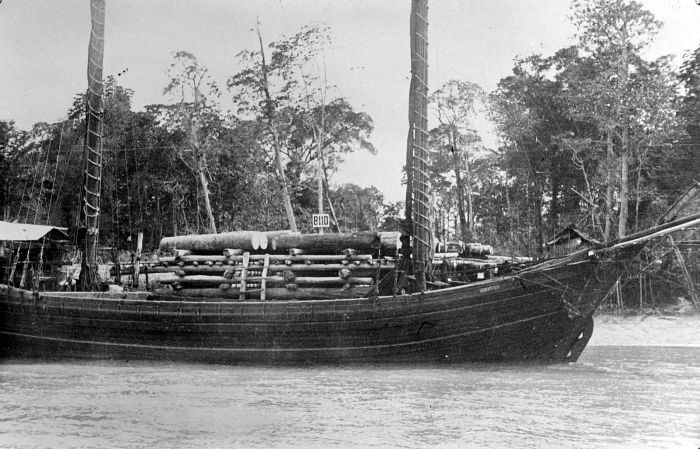
一艘中国舯舡（英语：Tongkang）正在岛上卸货，1930年摄
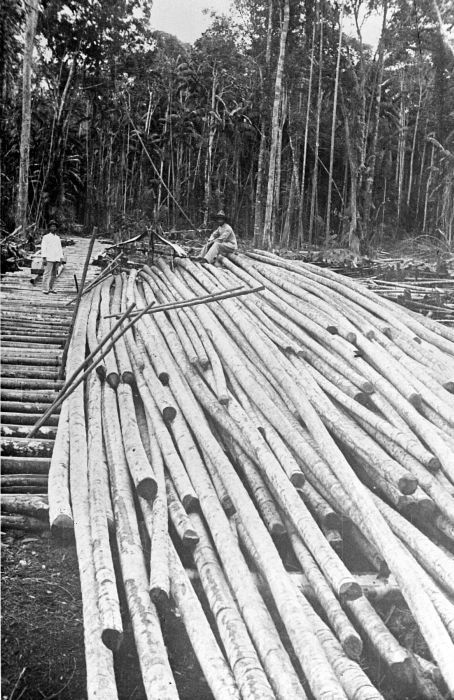
岛上堆积的木材，1930年摄
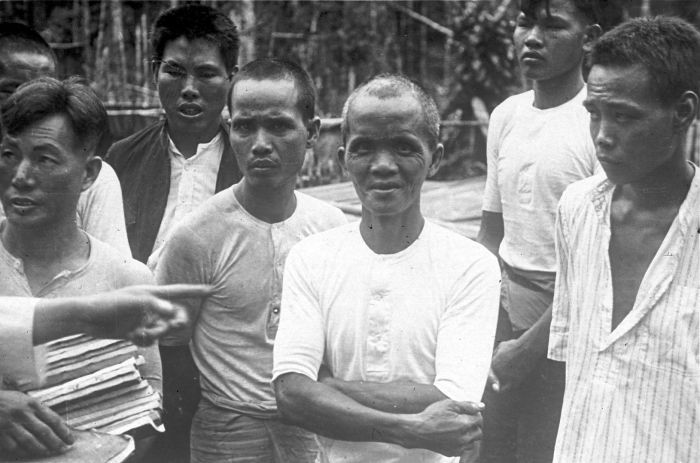
门多尔岛上的华工，1930年摄